# Нинде (язык)
Нинде, или лабо (Labo, Meaun, Mewun, Nide, Ninde) — океанийский язык, на котором говорят на территории юго-западного берега острова Малекула в Вануату.